# Panindianisme
Le panindianisme est un mouvement de pensée qui vise à promouvoir l'unité parmi les Amérindiens indépendamment de leurs affiliations tribales ou locales. Certains universitaires emploient le terme « pan-amérindianisme » pour éviter des confusions avec d'autres endroits où l'on parle d'indiens. Le mouvement est largement associé aux Amérindiens des États-Unis, mais il concerne néanmoins d'autres groupes ; le concept commence à apparaître en Alaska et au Canada. D'autres peuples autochtones, tels les Inuits et certains peuples métissés sont souvent inclus dans une acception plus large, parfois appelée « pan-aborigène » (ou des variantes de ce terme).
Les organisations panindiennes cherchent à mettre en commun les ressources des groupes autochtones afin de protéger leurs intérêts à travers le monde.

### Citations originales
1. ↑  (en) « National loyalties and identities characterize the modern nation-state but in Aboriginal communities, identities are often not region-wide and are not ethnic in the sense of “pan-Indian” identities.... To be sure, initially these individuals were not acting in consort with one another, evidencing some grand plan to transform the cultural landscape of Canada or to create a pan-Canadian Aboriginal identity. »